# Wir könnten genauso gut tot sein
Wir könnten genauso gut tot sein (internationaler Titel: We Might as Well Be Dead) ist ein deutsch-rumänischer Spielfilm von Natalia Sinelnikova aus dem Jahr 2022. Das Werk ist eine Sozialsatire. Nachdem ein Hund verschwunden ist, verfallen die Bewohner eines abgelegenen Hochhauses in irrationale Ängste und gehen gegen die Sicherheitsbeauftragte (dargestellt von Ioana Iacob) vor. Eingerahmt ist die Handlung in das ukrainische Volkslied Schtschedryk, das optimistisch in die Zukunft blickt.

## Handlung
Der Film spielt in einem isolierten Hochhaus-Wohnkomplex, der auf einem abgezäunten, parkähnlichen Grundstück in einem Wald steht und eine Art isolierte heile Welt darstellt. Die Hausgemeinschaft ist familiär und persönlich, Feste werden gemeinsam begangen, die Wohnungen sind sehr begehrt, und ein strenges Auswahlverfahren entscheidet über Neuzugänge. Die Polin Anna Wilczyńska fungiert als Sicherheitsbeauftragte, sie sitzt am Eingang des Hauses und gibt über eine Durchsageanlage Veranstaltungen und Wetterberichte durch.
Als der Hund des Hausmeisters Gerti spurlos verschwindet, schlägt das harmonische Zusammenleben um. Annas 16-jährige Tochter Iris ist überzeugt davon, den Bösen Blick zu besitzen, da sie dem Hund etwas Schlechtes gewünscht hat. Sie schließt sich im Bad ein und weigert sich, es zu verlassen, um somit andere zu schützen. Zudem hat sie Albträume und glaubt, dass diese wahr werden könnten. Als Anna eines Nachts diesbzgl. sichergehen möchte und ein Paar beobachtet, wird sie von diesem gesehen, aber nicht erkannt, sondern für einen Einbrecher und Voyeur gehalten. Der Hund wird nie gefunden, stattdessen findet Gerti ein anderes totes Tier und behauptet, das sei sein Hund. Angst breitet sich aus, obwohl Anna zur Vernunft aufruft.
Da Anna nach Ansicht einiger im Haus lebender Personen nicht mehr für die Sicherheit im Haus garantieren kann, Gerti zusätzlich Angst verbreitet und mutmaßt, dass der Täter möglicherweise einer der Bewohner ist, ist die familiäre Atmosphäre zerstört. Es wird eine Bürgerwehr gebildet und beschlossen, dass sämtliche Bewohner sich einem erneuten Auswahlprozess unterziehen müssen. Die zunehmend ausgegrenzte Anna hat davor große Angst, zumal Iris’ Verhalten die Mitbewohner zusätzlich verunsichert.
Anna steckt ein Indiz des „Einbruchs“ Wolfram zu, einem erfolglosen Poeten, der im Heizungskeller wohnt und tagsüber im Aufzug des Hochhauses seine Bücher anbietet. Als es gefunden wird, wird er von der Bürgerwehr hinausgeworfen. Anna wiegt sich in Sicherheit, doch zu ihrer Enttäuschung geht die Re-Evaluation aller Bewohner weiter. Eine laute nächtliche Auseinandersetzung mit Iris sorgt dafür, dass beide hinausgeworfen werden. Während sie vom Haus weggehen, begegnen sie im Wald Familie Richards, die sich am Anfang des Films erfolglos um eine Wohnung beworben hat.

## Veröffentlichung
Wir könnten genauso gut tot sein ist der erste Langspielfilm von Natalia Sinelnikova und gleichzeitig ihr Abschlussfilm an der Filmuniversität Babelsberg Konrad Wolf. Das Werk erhielt eine Einladung in die Sektion Perspektive Deutsches Kino der Berlinale; dort wurde der Film am 11. Februar 2022 uraufgeführt (internationaler Titel: We Might as Well Be Dead). Der Kinostart in Deutschland erfolgte am 29. September 2022.

## Kritik
Auf der Berlinale erregte der Film große Aufmerksamkeit. Obwohl er nicht im Hauptwettbewerb antrat, wurde er im britischen Branchenmagazin Screen Daily positiv besprochen. Die Zeit zählte Wir könnten genauso gut tot sein zu den zehn besten Filmen des Festivals.
Nach dem Kinostart in Deutschland erhielt der Film ebenfalls gute Kritiken. Für die taz beschreibt Wir könnten genauso gut tot sein eine dystopische Gesellschaft und damit „das Ende der Verheißung einer besseren Zukunft“: „Selten hat ein deutscher Spielfilm in den letzten Jahren Humor, Gesellschaftsanalyse und Stilsicherheit so ausbalanciert wie dieser. Wir könnten genauso gut tot sein vertraut auf die Stärke seiner Bilder, die Dialoge sind frei von jeder Geschwätzigkeit, die Besetzung überrascht bis in die Nebenrollen positiv. Natalia Sinelnikovas Abschlussfilm an der Filmuniversität Babelsberg ist ein Ausnahmefilm.“
Andreas Busche begreift den Film im Tagesspiegel als „Moralstück über die Dynamik homogener Gemeinschaften“. Jede Gemeinschaft habe ihre eigenen Ausschlusskriterien, Wir könnten genauso gut tot sein führe vor, „wie flüchtig der soziale Status sein kann.“ Für den Kritiker ist der Film ein „starkes Debüt“: „Mit Wir könnten genauso gut tot sein hat sich Sinelnikova auf Anhieb als hoffnungsvolle neue Stimme im deutschen Kino etabliert.“
Ähnlich äußerte sich Rudolf Worschech in der Zeitschrift epd Film: „[…] wer diesen Film als Parabel sieht, auf gesellschaftliche Mechanismen wie Ausgrenzung oder Konformitätszwang, liegt wahrscheinlich […] nicht schlecht. Die beklemmende, lehrstückhafte Atmosphäre jedenfalls hält der Film furios bis zum Schluss durch.“

## Auszeichnungen
- Internationale Filmfestspiele Berlin 2022
  - Nominierung für den Kompass-Perspektive-Preis
  - Nominierung für den Heiner-Carow-Preis[3]
  - Nominierung für den GWFF Preis Bester Erstlingsfilm[9]

- Tribeca Film Festival in New York City 2022
  - Beste Kamera für Jan Mayntz[10]

- Heimatfilmfestival in Freistadt 2022
  - Bester Spielfilm[11]

- Gilde-Filmpreis 2022
  - Bester Film in der Kategorie Junges Kino[12]